# غلامرضا سحاب
غلامرضا سحاب (زاده ۲۹ فروردین ۱۳۲۷ در فم(تفرش)– درگذشته ۱۷ تیر ۱۳۹۹ در تهران) کارتوگراف و جغرافی‌دان ایرانی بود. وی فرزند عباس سحاب و نوه ابوالقاسم سحاب بود. از او به عنوان پیشکسوت صنعت چاپ و نشر نیز یاد می‌شود. همچنین سحاب موفق به کسب عنوان برگزیده در دهمین جشنواره کتاب‌های رشد شد.

## تحصیلات
سحاب دوران ابتدایی و دبیرستان را در مدرسه بوعلی و مدرسه روزبه سپری و مدرک دیپلم خود را در رشته ادبی اخذ کرد. وی سرانجام در سال ۱۳۵۷ در رشته تاریخ، از دانشگاه شهید بهشتی (دانشگاه ملی) فارغ‌التحصیل شد.

## آثار
برخی از آثار غلامرضا سحاب عبارتند از:
- اصول علم جغرافیا: جغرافیای محمد صفی‌خان نسخه برابر اصل (شناخت از سه کتاب درسی جغرافیایی)
- اطلس شصت سال کارتوگرافی (نقشه‌نگاری) آثار قلمی استاد عباس سحاب ۱۳۷۳–۱۳۱۳ شمسی
- اسناد تصویری کلات نادری و سرخس
- پسر طبیعت (قصه حی بن یقظان)
- اولین نقشه برجسته نمای جمهوری اسلامی ایران
- نقشه گردشگری ایران
- نقشه جهان‌نما با متن فارسی
- مسجد کبود (فیروزه اسلام)
- دومین اطلس جغرافیایی دوره قاجار: شامل نقشه‌های ایران، تهران و قاره‌های جهان در یکصد و بیست سال قبل[۷]

## خلیج فارس
وی یکی از مجموعه‌داران نقشه‌های تاریخی در ایران بود و نقشه‌هایی را از کشور عربستان جمع‌آوری کرده بود که در آن از خلیج فارس به الخلیج فارس یاد شده بود. سحاب هر ساله در روز ملی خلیج فارس، آن نقشه‌ها را به نمایش عموم می‌گذاشت. وی همچنین نقشه‌هایی از خلیج فارس که متعلق به هزار سال پیش بود را جمع‌آوری کرده بود.

## درباره او
- محمد جواد ظریف:[۱۰]

وزارت امور خارجه بارها از همکاری دلسوزانه و مشفقانه وی در جمع‌آوری و ثبت اسناد و نقشه‌های تاریخی بهره‌مند شد.
- مدیرکل دفتر چاپ و نشر وزارت فرهنگ و ارشاد اسلامی:[۱۱]

ایشان از سلسله مفاخر بی‌بدیل فرهنگ و دانش کشور بود که با پرورش در خانواده فرهیخته و نامدار سحاب، میراث ارجمند پدری خود را در پژوهش، گردآوری، مطالعه، تهیه، و چاپ نقشه‌های دقیق جغرافیایی ایران و جهان را تداومی درخور بخشید و با تخصص خویش در رشته‌های علمی/هنری  گرافیک، چاپ و نقشه‌نگاری، بر غنای دانش اطلس‌شناسی بسیار افزود و افزون بر آن، در طول بیش از ۵۰ سال فعاليت مستمر در این حوزه‌ها، به آموزش نسل‌های متوالی نیز پرداخت.